# Nototriton saslaya
Espèce
Statut de conservation UICN

 CR  : 
En danger critique
Nototriton saslaya est une espèce d'urodèles de la famille des Plethodontidae.

## Répartition
Cette espèce est endémique du centre-Nord du Nicaragua. Elle se rencontre entre 1 280 et 1 370 m d'altitude dans le parc national du Cerro Saslaya.

## Étymologie
Cette espèce est nommée en référence au lieu de sa découverte, le parc national du Cerro Saslaya.

## Publication originale
- Köhler, 2002 : A new species of salamander of the genus Nototriton from Nicaragua (Amphibia: Caudata: Plethodontidae). Herpetologica, vol. 58, no 2, p. 205-210.